# Lambert de Saint-Omer

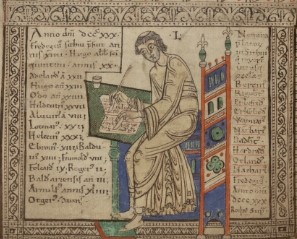
Lambert au travail. Extrait du manuscrit Liber floridus. Conservé à la Bibliothèque universitaire de Gand.

Lambert de Saint-Omer (vers 1061 - vers 1125), nommé en latin Lambertus Audomarensis ou Lambertus de Sancto Audomaro, est un bénédictin flamand connu comme écrivain, encyclopédiste et chanoine. Il ne faut pas le confondre avec son contemporain Lambert, abbé de l'abbaye Saint-Bertin de Saint-Omer de 1095 à 1125.

## Biographie
Fils d'un certain Onulfe décédé en 1077, il est admis dans sa jeunesse à l'abbaye de Saint-Bertin. Il fréquente d'importantes écoles en France et transmet les connaissances acquises dans sa propre abbaye : grammaire, théologie et musique, entre autres.

## Œuvre
Son œuvre la plus connue est le Liber floridus (latin : le Livre fleuri). Ce volume encyclopédique est un résumé d'un certain nombre d'ouvrages importants de divers auteurs, commencé en 1090 et achevé vers 1121. L'autographe, manuscrit original de l'auteur, rédigé en latin, est conservé à la bibliothèque universitaire de Gand (hs. 92). Neuf copies de ce manuscrit nous sont parvenues, dont sept sont illustrées.